# 昂古莱姆 (行省)
昂古莱姆，或按其作为昂古莱姆的形容词形式的名称音译作昂古穆瓦（法語發音：[ɑ̃ɡumwa]），是法国历史上的一个行省，首府昂古莱姆。

## 更多阅读
- Baynes, T.S. (编), ,  2 9th, New York: Charles Scribner's Sons: 46 short x, 1878

45°39′N 0°10′E / 45.650°N 0.167°E